# 老鹰山 (犹他州)
老鹰山（英語：Eagle Mountain）是美国犹他州犹他县下属的一座城市。面积大约为44.47平方英里（115.2平方公里），海拔约为4,882英尺（1,488米）。根据2010年美国人口普查，该市有人口21,415人。